# Zaborozniwci
Zaborozniwci (ukr. Заборознівці) – wieś na Ukrainie, w obwodzie chmielnickim, w rejonie nowouszyckim, nad Howirką. W 2001 roku liczyła 386 mieszkańców.